# Гаджиев, Тельман Гаджи оглы
Тельман Гаджи оглы Гаджиев (азерб. Telman Hacı oğlu Hacıyev; 9 июня 1930, Ганджа, Ганджинский округ — 5 января 1991, Баку) — азербайджанский композито.,  Художественный руководитель ансамбля песни и танца Азербайджана, музыкальный оформитель и редактор. Автор музыки к более чем 200 художественным и документальным фильмам, а также к множеству телевизионных и радиопередач. Заслуженный деятель искусств Азербайджанской ССР.

## Биография
Тельман Гаджи оглы Гаджиев родился 9 июня 1930 года в городе Гянджа. Отец  Гаджиев Гаджи Вели оглы, работал доцентом, заведующим кафедрой географического факультета Азербайджанского государственного университета. Мать, Гаджиева Боюкханум Ага кызы, работала секретарем Исполнительного комитета города Гянджа. 
В семье Гаджиевых было трое детей. Брат — Гаджиев Тарик Гаджи оглы 1928 года рождения (Главный геолог Геологического управления республики, заместитель директора Азербайджанского филиала Всесоюзного научно-исследовательского геофизическог института. Кандидат геолого-минералогических наук). Сестра — Гаджиева Фарида Гаджи кызы 1940 года рождения (Старший преподаватель кафедры Естественных предметов АЗИИ).
Тельман Гаджиев был женат на Севде Абдуллаевой (1943 года рождения). Брак был заключён 14 марта 1969 года. Был отцом двух детей: дочь Лала (1970 года рождения) и сын Анар (1972 года рождения). Умер 5 января 1991 года в Баку.

## Деятельность
В 1958 году поступил в Азербайджанскую государственную консерваторию имени Узеира Гаджибекова по специальности композитор (1958—1964 гг.).
После окончания консерватории работал в Комитете по радиовещанию и телевидению, где занимал различные должности, включая ответственного редактора музыкального вещания и главного редактора музыкальной редакции радио. Позже он также работал в Союзе композиторов Азербайджанской ССР и Азербайджанской государственной филармонии.
Был художественным руководителем государственного ансамбля песни и танца Азербайджанской государственной филармонии, а также руководил музыкальными коллективами Государственного комитета Азербайджанской ССР по телевидению и радиовещанию. В конце своей карьеры он также работал в музыкальной части театра "Тенгид-Теблиг".
Карьера: 
1.Комитет по радиовещанию и телевидению Азербайджанской ССР
- Музыкальный оформитель (04.04.1958 г.)
- Ответственный редактор музыкального вещания (01.07.1958 г.)
- Редактор музыкального вещания (01.10.1958 г.)
- Старший редактор редакции азербайджанской музыки (01.09.1961 г.)
- Заместитель главного редактора в редакции музыкального радиовещания (16.07.1963 г.)
- Главный редактор главной редакции музыкальных передач телевидения (01.08.1971 г.)
- Главный редактор музыкальной редакции радио (01.01.1973-10.02.1975 гг.)

2.Союз композиторов Азербайджанской ССР 
- Консультант (01.03.1975-16.04.1975 гг.)

3.Азербайджанская государственная филармония 
- Художественный руководитель государственного ансамбля песни и танца (21.04.1975-05.04.1983 гг.)

4.Государственный комитет Азербайджанской ССР по телевидению и радиовещанию.
- Художественный руководитель музыкальных коллективов госкомитета (15.08.1983-03.12.1984 гг.)

5.Азербайджанская государственная филармония 
- Художественный руководитель государственного ансамбля песни и танца (20.09.1985-20.11.1989 гг.)

6.Театр “Тенгид-Теблиг”
- Директор музыкальной части (24.11.1989 - 20.04.1990 гг.)

Его именем названа музыкальная школа номер 2 в городе Гянджа, Азербайджан.

## Творчество
Оперетты - Нам нужно очко (Баку, 1967), Мой милый дикарь (1971); для ф-п. с оpк. - Поэма (1962); для кам. оpк. - Поэма-скерцо (1965), Анданте-скерцо (1965); 2 квартета (1957, 1965); для ф-п., скр. и влч. - Поэма (1956); для ф-п. - сонатина (1954), 5 прелюдий (1954); для скр. с ф-п. - Поэма (1955); для хора - Слава русскому народу (сл. Р. Рзы, 1964); романсы; эстр. пьесы; 2 цикла дет. песен (1964, 1965); музыка к драм. спектаклям и фильмам.
Песни:
- Abşeron
- Arazım (söz. F. Qoca)
- Ay dərdim, dərmanım / Gözəlim, gül! (söz. R. Zəka)
- Ay dostlarım, gəlin!
- Bənövşə bəndə düşə (söz. F. Qoca)
- Bu yollar
- Dağlar qızı (söz. B. Vəziroğlu)
- Elçi gəlmişik
- Ellər gözəli
- Ellərin qızısan
- Əlvida (söz. F. Qoca)
- Gəl, barışaq!.. (söz. F. Qoca)
- Gəncəm (söz. R. Rza)
- Göygöl (söz. R. Zəka)
- Gözəl dünya (söz. B. Vəziroğlu)
- Gözləyən var məni (söz. F. Qoca)
- Xalidə (söz. F. Qoca)
- Xatirə (söz. G. Fəzli)
- Könlümün yadigarı (söz. R. Zəka)
- Kür boyunda (söz. G. Fəzli)
- Qardaşdır ellərimiz
- Qəlbimə bahar gəlir
- Qonşuların qızları (söz. )
- Qonşu olmaq istəmirəm (söz. Qasım Qasımzadə)
- Lalələr (söz. Aslan Aslanov)
- Mənim arzularım
- Mənim baharım
- Mən sənin ürəyini oxuyuram (söz. B. Vəziroğlu)
- Mübarək deyin!.. / Elçi gəlmişik (söz. F. Qoca)
- Müəllim ömrü (söz. B. Vəziroğlu)
- Nazlı qız (söz. F. Qoca)
- Nərgiz / Təkliyimə od düşər / Məzəli mahnı (söz. F. Qoca)
- Nərgizim / Güllər gözəli (söz. F. Qoca)
- Oynadı qızlar (söz. Sabir Cümşüd)
- Pionerlər marşı
- Rus xalqına eşq olsun! (söz. Rəsul Rza)
- Sevən baxışlar
- Səni haylaram (söz. F. Qoca)
- Sənin üçün (söz. B. Vəziroğlu)
- Səyalı (söz. F. Qoca)
- Təbrik mahnısı / Təzə il
- Tək yaranmısan (söz. Faiq Bağırzadə)
- Tələbəlik illəri / Tələbə (söz. C. Novruz)
- Üç qardaş (söz. F. Qoca)
- Vətən süitası (söz. F. Qoca)

Композиции:
- 2 №-lı simli kvartet
- Fortepiano üçün sonatina
- Fortepiano və orkestr üçün Poema
- Skripka və fortepiano üçün poema